# José Maria Pais
 José Maria Pais  (Ilha Terceira, Açores, Portugal, — Ilha Terceira, Açores, Portugal) foi um militar e político português.

## Biografia
Prestou serviço no exército português, no Regimento de Guarnição nº 1, aquartelado na Fortaleza de São João Baptista, no Monte Brasil, junto à cidade de Angra do Heroísmo.
Foi um dos bravos que fizeram a campanha liberal. 
Durante a organização do parlamento da Cidade de Angra do Heroísmo Foi taquígrafo da Câmara Municipal de Angra do Heroísmo. Morreu sendo ainda escrivão e tabelião na comarca de Angra do Heroísmo. Foi condecorado com a medalha de D. Pedro e D. Maria, das campanhas da liberdade.

## Relações Familiares
Foi filho de António José Pais.